# Maria Magdalena Heras i Fortuny
Maria Magdalena Heras i Fortuny (Terrassa, 29 de juny de 1953 - Terrassa, 3 d'agost de 2014) fou una cardiòloga catalana.
Del 1972 al 1978 va cursar els estudis de Medicina a l'Hospital de la Santa Creu i Sant Pau de la Universitat Autònoma de Barcelona. Va fer la residència en Cardiologia a l'Hospital Clínic de Barcelona. Doctorada en medicina a la Universitat de Barcelona el 1986.
Del 1987 al 1989 va treballar com a Research Fellow al laboratori de recerca de l'ateroesclerosi a la Mayo Clinic de Rochester (Minnesota) als Estats Units. Fins al 2011 va ser cap de secció de Cardiologia de l'Hospital Clínic de Barcelona. Màster en Direcció de Serveis Integrats per ESADE, va ser una de les primeres dones catalanes a ser promoguda a la categoria de Fellow a les societats científiques American Heart Association, American College of Cardiology i European Society of Cardiology.
Del 2004 al 2009 va ser membre de la junta executiva de l'associació Acute Cardiac Care Association de la European Society of Cardiology. Com a tal, va dirigir la posada en marxa de l'examen Europeu per a l'obtenció del títol d'especialista en el tractament de les malalties cardíològiques agudes, motiu pel qual, el 2013, li va ser concedit el premi ACCA Award per la Societat Europea de Cardiologia.
Des del 2010 fins a la seva mort va ser editora en cap de la Revista Española de Cardiología. Sota la seva direcció, la revista va aconseguir tenir el factor d'impacte més alt (3,342 punts) de totes les revistes mèdiques que es publiquen en castellà.
Va ser professora associada de la Facultat de Medicina de la Universitat de Barcelona, coordinadora de la xarxa de recerca cardiovascular Heracles, membre de l'executiva de la Societat Espanyola de Cardiologia, co-directora del Màster de Cures Cardiològiques Agudes de l'Institut Internacional de Cardiologia, de la Universitat Catòlica de Múrcia i coordinadora d'àrea en el projecte Wikisca.
En el camp de la recerca, va liderar nombrosos estudis de laboratori i clínics multicèntrics sobre diversos aspectes cardiològics, alguns dels quals foren finançats per la Marató de TV3. Les línies de recerca promogudes van ser els registres de cardiopatia isquèmica a Espanya, la malaltia isquèmica en la dona, les diferències en la presentació clínica entre ambdós sexes i influència de l'estat hormonal en la dona, i el rebuig vascular en el trasplantament arterial i la regeneració cardíaca amb cèl·lules mare.
Va publicar 26 capítols de llibres de cardiologia i més de 300 articles científics en revistes especialitzades, alguns en col·laboració amb el doctor Valentí Fuster. En el camp de la divulgació científica, va col·laborar en diverses ocasions en el programa Cardioactualidad de la cadena Cardio-TV, així com a la revista Corazón y Salud de la Fundación del Corazón.
Va morir de càncer de pulmó a Terrassa, el 3 d'agost del 2014. Entre les múltiples personalitats del món científic i cultural que van assistir a les seves exèquies, cal destacar el president de la Sociedad Española de Cardiología, de Valentí Fuster, i del sociòleg Salvador Cardús i Ros, el qual va dir unes paraules. La mort de la doctora Heras va desencadenar la publicació de diversos articles glossant la seva vàlua com a persona i com a professional, així com les seves contribucions a la cardiologia clínica en les seves tres vessants: clínica, docent i investigadora. La seva mort va ser notícia en diversos mitjans, destacant l'obituari publicat pel diari anglès The Independent, a la Vanguardia, i els in memoriam publicats a les pàgines web de la European Society of Cardiology, de la Sociedad Interamericana de Cardiología i de la Sociedad Española de Cardiología.